# 二臭化二硫黄
二臭化二硫黄（英語: Disulfur dibromide、化学式:S2Br2）は、硫黄と臭素から成る無機化合物である。その構造は二塩化二硫黄と類似している。空気中で発煙する黄褐色の液体で、固体状態では直方晶系の結晶構造をとる。特筆すべき用途はない。

## 合成
二臭化二硫黄は、硫黄と臭素、または二塩化二硫黄と臭化水素を反応させることで得られる。加熱すると元素に解離するため、高真空中で蒸留する。
{\displaystyle {\ce {2 S + Br2 -> S2Br2}}}
{\displaystyle {\ce {S2Cl2 + 2 HBr -> S2Br2 + 2 HCl}}}